# Wortelbrand
Wortelbrand (Neocamarosporium betae, anam. Phoma betae) is een schimmelziekte, die wegval van jonge bieten- en spinazieplanten veroorzaakt.
De stengel wordt bij aantasting glazig bruin en de plantjes worden slap of vallen om.
Ook kan het blad aangetast worden. Er ontstaan dan grote, heldere, ronde vlekken met donkere, concentrische ringen, die bestaan uit pycnidia. Het dode weefsel wordt vaak bros.
In de schimmel komen de stoffen betaenone A, B en C voor.

## Synoniemen
- Phoma betae A.B. Frank, (1892)
- Phoma spinaciae Bubák & K. Krieg., (1912)
- Phoma tabifica (Prill.) Sacc., (1892)
- Phyllosticta betae Oudem., (1877)
- Phyllosticta spinaciae H. Zimm., (1910)
- Phyllosticta tabifica Prill., (1891)
- Pleospora bjoerlingii Byford, (1963)